# Trans Media
PT Trans Media Corpora (znane jako Trans Media) – indonezyjskie przedsiębiorstwo mediowe. Do grupy Trans Media należą m.in. kanały telewizyjne (Trans7, Trans TV, CNN Indonesia), platforma płatnej telewizji (Transvision, dawniej Telkomvision) oraz popularny serwis informacyjny Detik.com. Trans Media stanowi część konglomeratu CT Corp.